# 방병현
방병현(1990년 3월 6일 ~ )은 대한민국의 연극 배우이다.

## 출연진

### 영화
- 히트맨2 (2025년) - 장철룡 부하 4 역